# Peter Sichrovsky
Peter Sichrovsky (ur. 5 września 1947 w Wiedniu) – austriacki pisarz, dziennikarz i polityk żydowskiego pochodzenia. Od 1996 do 2004 poseł do Parlamentu Europejskiego.

## Życiorys
W latach 1970–1975 studiował chemię i farmację na Uniwersytecie Wiedeńskim. Przez rok uczył chemii w szkole średniej, następnie do 1980 pracował w firmie farmaceutycznej. Zajął się później działalnością dziennikarską, pisał dla „Der Spiegel” (m.in. jako korespondent w Nowym Jorku), „Männer Vogue”, „Der Standard”, „Süddeutsche Zeitung” i „Stern”. W 1995 osiadł w Chicago, a trzy lata później przeprowadził się do Los Angeles.
Opublikował też około 15 książek, w tym kilka pozycji dla dzieci. Na język polski przełożono m.in. Kainowe dzieci. Rozmowy z potomkami hitlerowców („Czytelnik”, Warszawa 1989), cykl wywiadów z dziećmi działaczy nazistowskich.
W 1996 i 1999 z listy Wolnościowej Partii Austrii (FPÖ) był wybierany do Parlamentu Europejskiego. Był deputowanym niezrzeszonym, pracował m.in. w Komisji Kultury, Młodzieży, Edukacji, Mediów i Sportu. W PE zasiadał do 2004.